# A. K. Fazlul Huq
Abul Kasem Fazlul Huq (em bengali:  আবুল কাশেম ফজলুল হক; 26 de outubro de 1873 – 27 de abril de 1962), popularmente conhecido como Sher-e-Bangla (Leão de Bengala), foi um destacado advogado e político paquistanês-bengali que propôs a Resolução de Lahore, que visava a criação de um Paquistão independente. Além disso, foi o primeiro e mais duradouro Primeiro-Ministro de Bengala sob o domínio britânico.
Nascido em 1873 em uma família muçulmana bengali na Bengala Britânica, Huq recebeu uma educação tradicional em árabe e persa em casa, e posteriormente se graduou em química, matemática e física na Universidade de Calcutá. Iniciou sua carreira como professor e jornalista, e depois se tornou um advogado renomado.
Huq teve um papel fundamental no movimento de independência indiano e posteriormente no movimento paquistanês. Foi o primeiro líder relevante que não pertencia a uma família de latifundiários e não fazia parte das famílias muçulmanas aristocráticas que controlavam a política de Bengala até a partição da Índia em 1947. Defendia a harmonia entre as comunidades, e tinha como ideal uma Bengala unificada formada por hindus e muçulmanos.
Huq ocupou importantes cargos políticos no subcontinente, incluindo Presidente da Liga Muçulmana da Índia (1916-1921), Secretário Geral do Congresso Nacional Indiano (1916-1918), Ministro da Educação de Bengala (1924), Prefeito de Calcutá (1935), Primeiro-Ministro de Bengala (1937-1943), Advogado Geral de Bengala Oriental (1947-1952), Chefe de Ministério de Bengala Oriental (1954), Ministro do Interior do Paquistão (1955-1956) e Governador do Paquistão Oriental (1956-1958).
Em 1913, Huq foi eleito pela primeira vez para o Conselho Legislativo de Bengala representando Daca; e permaneceu no conselho por vinte e um anos até 1934. Ele teve um papel crucial na formulação do Pacto de Lucknow [en] de 1916, que aproximou a Liga e o Congresso em uma plataforma conjunta. Ele também integrou o comitê do Congresso que apurou o massacre de Amritsar. Rompeu com a Liga Muçulmana em 1936, devido a profundas divergências políticas com Mohammad Ali Jinnah.
Huq desenvolveu uma política de identidade singular que mobilizava não só a religião, mas também a fidelidade regional que superava a cisão religiosa. Notavelmente, ele fez isso sem apelar para o secularismo.[carece de fontes?]
Desgastado e desencantado com a política, A. K. Fazlul Huq morreu em 1962. Durante sua trajetória pessoal e política, Huq conciliou suas origens rurais em Bengala entre muçulmanos e hindus, e os desafios da política provincial e nacional. Como consequência, sua personalidade tinha múltiplas facetas que também influenciaram sua política.